# フィオルディモンテ
フィオルディモンテ（伊: Fiordimonte）は、イタリア共和国マルケ州マチェラータ県に存在した、人口約200人の基礎自治体（コムーネ）。
かつては独立したコムーネであったが、2017年1月1日にピエヴェボヴィリアーナと合併してヴァルフォルナーチェの一部となった。

## 地理

### 位置・広がり
県都マチェラータから南西へ42km、アスコリ・ピチェーノから西北西へ44km、ペルージャから東へ58km、テルニから北東へ64kmの距離にある。

#### 隣接コムーネ
隣接するコムーネは以下の通り。
- アックアカニーナ
- フィアストラ
- ピエーヴェ・トリーナ
- ピエヴェボヴィリアーナ
- ヴィッソ